# Conozoa sulcifrons
Conozoa sulcifrons är en insektsart som först beskrevs av Scudder, S.H. 1876.  Conozoa sulcifrons ingår i släktet Conozoa och familjen gräshoppor. Inga underarter finns listade i Catalogue of Life.